# Antimycine A
L'antimycine A est un composé chimique qui possède des propriétés inhibitrices de la chaîne respiratoire des mitochondries au niveau du complexe III, ou ubiquinol-cytochrome C oxydoréductase. Cette molécule est produite à partir de bactéries du genre Streptomyces.

## Mécanisme d'action
L'antimycine A inhibe le transport d'électrons mitochondriaux spécifiquement entre les cytochromes b et c1.